# Toshiaki Honda
Toshiaki Honda (本田 敏秋 ?, Honda Toshiaki; Prefettura di Fukuoka, 1919 – Port Moresby, 13 maggio 1942) è stato un aviatore e militare giapponese, che fu un asso dell'aviazione da caccia della Dai-Nippon Teikoku Kaigun Kōkū Hombu, il servizio aeronautico della Marina imperiale giapponese, durante la seconda guerra mondiale. È accreditato dell'abbattimento individuale di 5 velivoli nemici, oltre a 18 in compartecipazione..

## Biografia

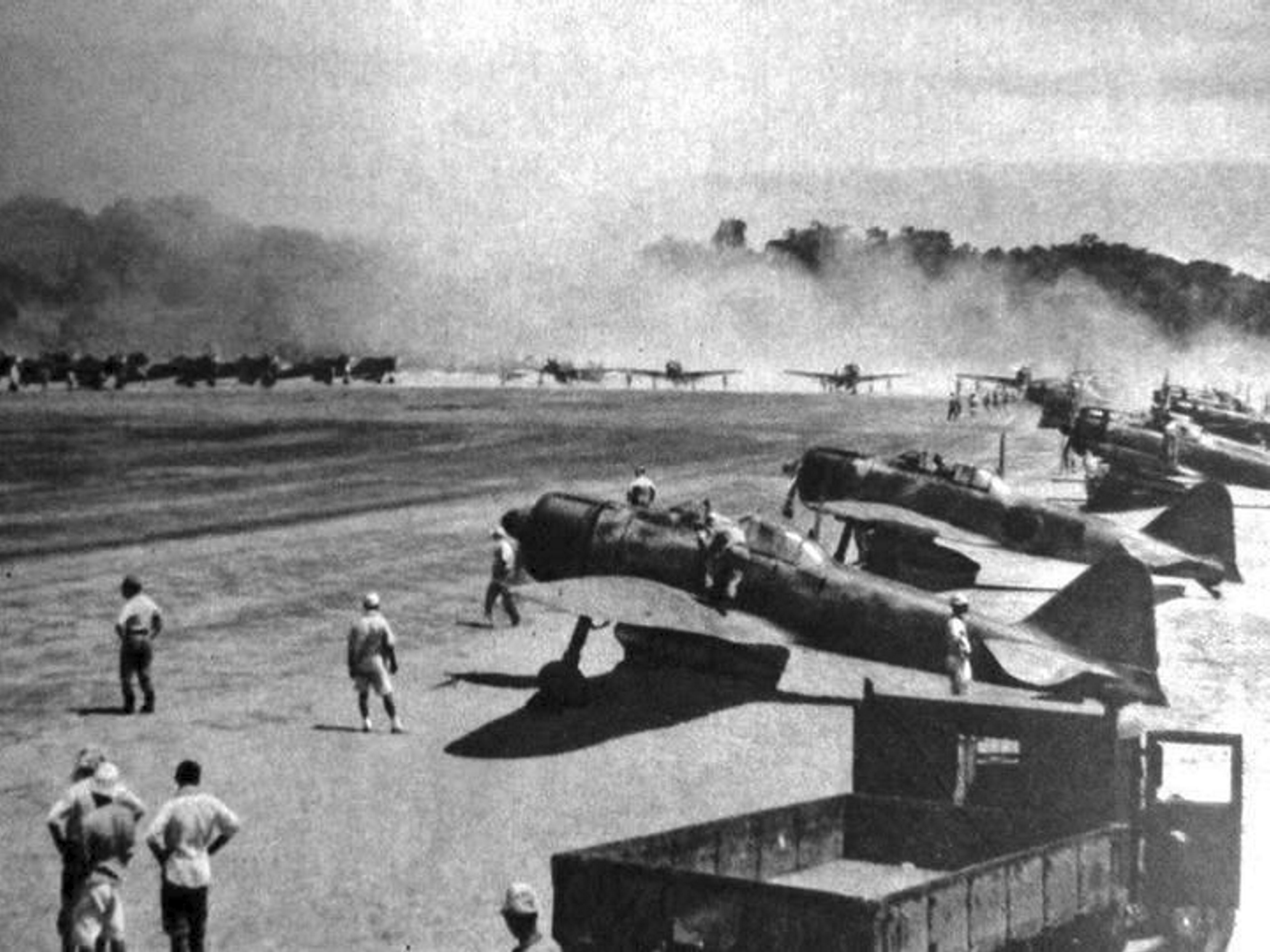
Caccia Mitsubishi A6M Zero sul campo d'aviazione di Rabaul nel 1942.

Nacque nella Prefettura di Fukuoka nel 1919, lavorando in giovane età come bigliettaio su di un tram cittadino. Arruolatosi nella Marina imperiale giapponese fu ammesso a frequentare la scuola di volo, conseguendo il brevetto di pilota militare nel giugno 1940. Assegnato al Dai-Nippon Teikoku Kaigun Kōkū Hombu entrò a far parte del gruppo aereo di Tainan (Tainan Kōkūtai) partecipando all’invasione della Filippine, dove compì la sua prima missione operativa durante l'attacco contro il campo d’aviazione di Clark Field dell'8 dicembre 1941, in qualità di terzo pilota della pattuglia composta Saburō Sakai e Ichio Yokogawa. 
Nello scontro con i caccia Curtiss P-40 appartenenti al 21° Pursuit Squadron, non conseguì alcuna vittoria. Dopo la conquista delle Filippine, il gruppo aereo di Tainan prese parte alla campagna delle Indie orientali olandesi, per poi trasferirsi sulla base avanzata di Rabaul. Da lì il Tainan Kōkūtai prese ad alternarsi tra il campo d’aviazione di Rabaul e quello di Lae.
Durante il periodo trascorso sul campo di Lae il morale dei piloti calò enormemente a causa delle pessime condizioni di vita, come la qualità dei pasti, e delle discriminazioni imperanti tra ufficiali e i sottufficiali. Istruito da Sakai egli prese a saccheggiare la cucina della mensa ufficiali, per portare cibo ai suoi camerati. Scoperto sul fatto da un adirato ufficiale, venne da questi lungamente picchiato, tanto che Sakai intervenne sparando un colpo di pistola che costrinse l’ufficiale a fermarsi.  Tale atto era punibile con la corte marziale, e Sakai fu convocato alla presenza del commodoro Yasuna Kozono, dove spiegò i motivi delle sue azioni riportando anche le lamentele degli uomini del reparto. L’incidente venne "dimenticato", ma portò ad un miglioramento della qualità del cibo servito alla mensa sottufficiali e truppa.
Anche se non era un pilota di talento, Honda si rivelò molto aggressivo, e il 17 aprile 1942 rivendico l'abbattimento di tre caccia P-40 sul cielo di Port Moresby. Agli altri piloti diceva sempre: "Finché volerò con Sakai, non verrò mai abbattuto!".
Il 13 maggio il capo di seconda classe Watari Handa, appena arrivato al reparto, chiese a Sakai, di cui Honda era il fedele gregario, di averlo some compagno durante un'incursione sull'aeroporto di Port Moresby.  Nonostante le sue proteste, Sakai gli ordinò di partire, e una volta giunti sopra l'obiettivo la pattuglia 3 dei Mitsubishi A6M Zero si scontrò con sette caccia Bell P-39 Airacobra in forza al 36° Fighter Squadron.
Il capitano Paul G. Brown e il tenente Elmer F. Ghram presero l’aereo di Honda in un fuoco incrociato e il caccia giapponese esplose, causando la morte del pilota.
Per onorare la memoria del suo spirito combattivo ottenne il raro privilegio di una promozione postuma di due gradi fino a quello di sergente. All’epoca aveva preso parte a 47 missioni, conseguendo cinque vittorie individuali e 18 in compartecipazione.

### Annotazioni
1. ↑  Quando non volava, le stramberie di Honda rappresentavano, per i suoi camerati, una parentesi comica nelle condizioni di vita miserabili dei piloti giapponesi ai tropici.

### Fonti
1. 1 2 3 4 5 6 7 8 9 10 11 12 13 14  Sakaida 2012, p. 21.
2. 1 2 3  Sakaida 2012, p. 22.
3. ↑  Hata, Izawa, Shores 2013, p. 418.
4. ↑  Hata, Izawa, Shores 2013, p. 387.